# Valle Alegre
Valle Alegre es una localidad argentina ubicada en el Departamento Santa María, provincia de Córdoba. Se encuentra sobre la ruta provincial 45, 5 km al norte de Alta Gracia.
En 2011 la localidad carecía de agua potable, aunque se estaba trabajando en un acueducto que abastecería la misma; esto permitiría un parque industrial entre esta localidad y Alta Gracia.

## Población
Cuenta con 1169 habitantes (Indec, 2022), lo que representa un incremento del 136.64% frente a los 494 habitantes (Indec, 2010) del censo anterior.
| Gráfica de evolución demográfica de Valle Alegre entre 1991 y 2022 |
|                                                                    |
| Fuente: Censos nacionales del INDEC                                |